# لووتشانی
لووتشانی (به چکی: Loučany) یک منطقهٔ مسکونی در جمهوری چک است که در ناحیه اولومووتس واقع شده‌است.
 لووتشانی ۴٫۹۸ کیلومتر مربع مساحت و ۶۳۵ نفر جمعیت دارد و ۲۳۶ متر بالاتر از سطح دریا واقع شده‌است.